# Entry Level Contract (NHL)
Der Entry Level Contract (auch Entry-level contract oder deutsch Einstiegsvertrag) ist eine Vertragsform in der nordamerikanischen Eishockeyliga National Hockey League (NHL). Er regelt auf Grundlage des Tarifvertrags zwischen der Spielergewerkschaft National Hockey League Players’ Association (NHLPA) und NHL-Franchises, dem NHL Collective Bargaining Agreement, die Vertragslaufzeit sowie die Vergütung von Spielern im Alter von 18 bis 24 Jahren, die ihren ersten Vertrag mit einem NHL-Team unterzeichnen.

## Vertragsdauer
Die Vertragsdauer ist an das Alter des Spielers geknüpft.
| Alter                 | Vertragslaufzeit |
| --------------------- | ---------------- |
| 18 Jahre bis 21 Jahre | 3 Jahre          |
| 22 Jahre bis 23 Jahre | 2 Jahre          |
| 24 Jahre              | 1 Jahr           |
| 25 Jahre oder älter   | keine Begrenzung |

Eine Ausnahme bilden dabei Spieler, die in ihrem Draftjahr nicht in Nordamerika aktiv waren und nach ihrem 25. Geburtstag ihren ersten Vertrag mit einem Team der NHL abschließen; bei diesen Spielern ist bis zu ihren einschließlich 27. Lebensjahr eine maximale Vertragslaufzeit von einem Jahr vorgeschrieben. Spieler, die 28 Jahre oder älter sind und erstmals einen NHL-Kontrakt unterschreiben, können unbeschränkt unter Vertrag genommen werden.
Wenn ein 18- oder 19-jähriger Spieler nicht mindestens zehn Spiele in der National Hockey League in der Saison spielt, in der der Kontrakt erstmals Gültigkeit hat, wird der Entry Level Contract um ein weiteres Jahr verlängert.

## Gehalt
Das Maximalgehalt wird durch den NHL-Tarifvertrag zwischen der Spielergewerkschaft National Hockey League Players’ Association und den NHL-Teams festgelegt und richtet sich nach dem Draftjahr des Spielers.
| Draftjahr | maximales Grundgehalt in US-Dollar |
| --------- | ---------------------------------- |
| 2003      | $984.200                           |
| 2004      | $942.400                           |
| 2005      | $850.000                           |
| 2006      | $850.000                           |
| 2007      | $875.000                           |
| 2008      | $875.000                           |
| 2009      | $900.000                           |
| 2010      | $900.000                           |
| 2011      | $925.000                           |

Das Gehalt kann durch Boni und Prämien noch verbessert werden, dabei darf die Summe der Prämien nicht mehr als zwei Millionen US-Dollar betragen. Darüber hinaus darf ein Verein einem Spieler einen Unterschriftsbonus gewähren, dieser darf jedoch maximal 10 % des Grundgehalts betragen. Dabei wirken sowohl Grundgehalt wie auch sämtliche Prämien gegen die vorgeschriebene Gehaltsobergrenze (Salary Cap) der Mannschaft, jedoch nur so lange, wie der Spieler sich im NHL-Kader des Teams befindet.